# Kundmannia sicula
Kundmannia sicula ist eine Pflanzenart aus der Gattung Kundmannia innerhalb der Familie der Doldenblütler (Apiaceae). Selten wird der deutschsprachige Trivialname Sizilianische Kundmannie verwendet.

## Beschreibung

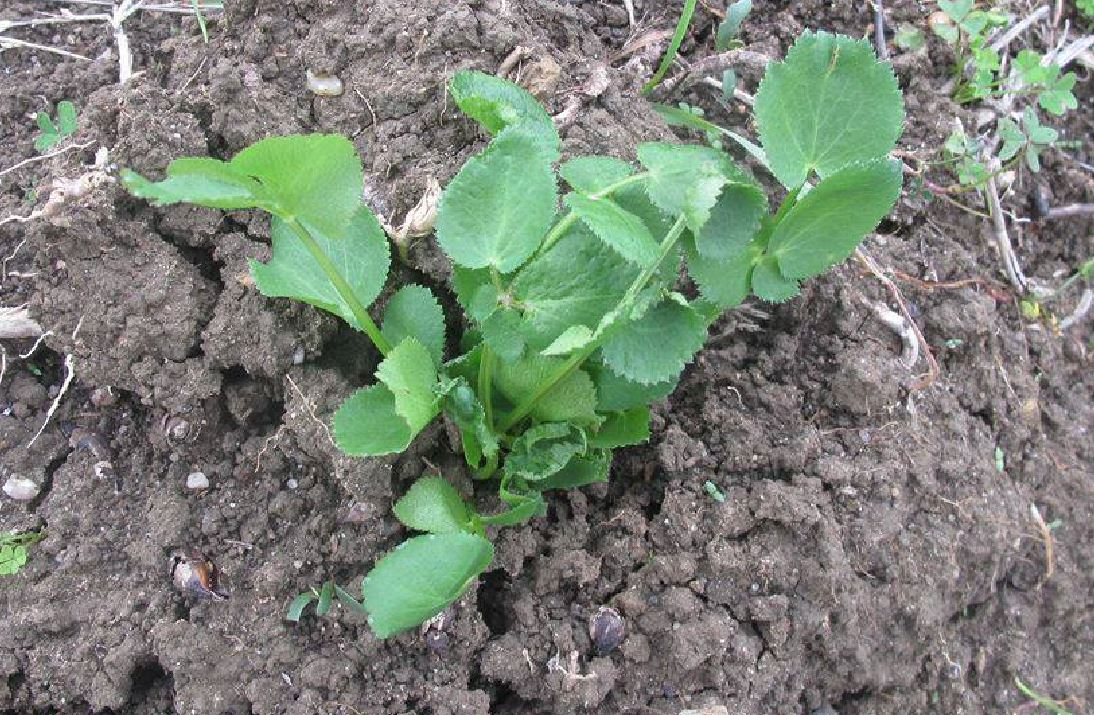
Grundständige Laubblätter

### Vegetative Merkmale
Kundmannia sicula ist eine ausdauernde krautige Pflanze, die Wuchshöhen von 30 bis 70 Zentimetern erreicht. Die Stängel sind aufrecht und wenig verzweigt.
Die unteren Laubblätter sind meist zweifach gefiedert mit einem zusätzlichen Paar von Fiedern an der Basis des ersten Segments. Die Blattfiedern sind eiförmig, kahl, gekerbt-gesägt, die untersten manchmal gelappt. Die oberen Stängelblätter sind einfach gefiedert und ihre Fiederblätter sind eingeschnitten gesägt oder zerschlitzt.

### Generative Merkmale
Die Blütezeit reicht von Mai bis Juni. Der doppeldoldige Blütenstand bestehen aus 5 bis 30 fast gleich langen Doldenstrahlen. Es sind zahlreiche linealische Hüllblätter und Hüllchenblätter vorhanden.
Die Blüten sind zwittrig. Die Blütenhüllblätter sind gelb und breit-eiförmig und an der Spitze eingeschlagen. Es sind fünf Staubblätter, ein unterständiger Fruchtknoten und zwei Griffel vorhanden.
Die Teilfrucht ist bei einer Länge von 6 bis 10 Millimetern zylindrisch.
Die Chromosomenzahl beträgt 2n = 22.

## Vorkommen
Kundmannia sicula ist im Mittelmeerraum in Marokko, Algerien, Tunesien, Portugal, Gibraltar, Spanien, auf den Balearen, auf Korsika, Sardinien, Sizilien, in Italien, Malta, Griechenland und auf Kreta verbreitet. In Frankreich ist Kundmannia sicula ein Neophyt.

## Taxonomie
Die Erstveröffentlichung erfolgte 1753 unter dem Namen (Basionym) Sium siculum durch Carl von Linné in Species Plantarum, Tomus I, Seite 252. Das Artepitheton siculum bezieht sich auf die Herkunft aus Sizilien. Der Gattungsname Kundmannia wurde von Giovanni Antonio Scopoli wahrscheinlich zu Ehren des deutschen Arztes und Naturaliensammlers Johann Christian Kundmann (1684–1751) aufgestellt. Die Neukombination zu Kundmannia sicula (L.) DC. wurde 1830 durch Augustin-Pyrame de Candolle in Prodromus Systematis Naturalis Regni Vegetabilis, 4, Seite 143 veröffentlicht. Weitere Synonyme für Kundmannia sicula (L.) DC. sind: Brignolia pastinacifolia Bertol., Ligusticum balearicum L., Campderia sicula (L.) Lag., Cicuta sicula (L.) Crantz, Darion siculum (L.) Raf., Kundmannia pastinacifolia (Bertol.) Sweet.